# Sarcophaga ikedai
Sarcophaga ikedai är en tvåvingeart som beskrevs av Shinonaga 2004. Sarcophaga ikedai ingår i släktet Sarcophaga och familjen köttflugor. Inga underarter finns listade i Catalogue of Life.